# Ходей-Боян
Ходей-Боян (рум. Hodăi-Boian) — село у повіті Клуж в Румунії. Входить до складу комуни Чану-Маре.
Село розташоване на відстані 293 км на північний захід від Бухареста, 34 км на південний схід від Клуж-Напоки.

## Населення
За даними перепису населення 2002 року у селі проживали 197 осіб, з них 196 осіб (99,5%) румунів. Рідною мовою 196 осіб (99,5%) назвали румунську.